# August Keller (Politiker)
August Jacob Keller (* 27. Dezember 1877 in Frankfurt am Main; † 18. Januar 1953 in Frankfurt-Schwanheim) war ein deutscher Politiker (SPD) und Mitglied des Provinziallandtages der Provinz Hessen-Nassau.

## Leben
Jacob Keller wurde als Sohn des Karl Adam Keller (1850–1905) und dessen Ehefrau Maria Lehr (1856–1929) geboren,
absolvierte nach dem Besuch der Volksschule in Frankfurt-Niederrad eine kaufmännische Ausbildung in einer Frankfurter Firma für Leder- und Schuhmacherartikel und war anschließend Handlungsgehilfe.
Bevor er von 1899 bis 1901 Militärdienst leistete, war er bei den Farbwerken Hoechst und bei der Mitteldeutschen Gummifabrik beschäftigt.
Nach dem Militärdienst wechselte er in das Verkehrsamt der Stadtverwaltung Frankfurt am Main, wo er zunächst als Bürohilfsarbeiter und später als Schaffner eingesetzt wurde.
Im Mai 1908 kam die Beförderung zum Stadtassistenten und 1913 zum Oberstadtassistenten. Er musste von 1914 bis 1918 Kriegsdienst leisten und betätigte sich nach dem Krieg politisch. Im Mai 1919 trat er in die SPD ein und war bis 1928 Mitglied des Schwanheimer Gemeinderates. Nach der Beförderung zum Oberstadtsekretär im Jahre 1920 folgte im Jahr darauf die Ernennung zum Straßenbahnbetriebsinspektor.
Im Mai 1928 wurde er Stadtverordneter in Frankfurt und erhielt 1929 für den Abgeordneten Josef Zimmermann ein Mandat für den Nassauischen Kommunallandtag bzw. für den Provinziallandtag der Provinz Hessen-Nassau, wo er Mitglied des Beamten- und Eingabenausschusses war. Von 1932 an war er Mitglied der Eisernen Front und kam für Bruno Asch in den Nassauischen Kommunallandtag bzw. in den Provinziallandtag.
Obwohl er im März 1933 aus der SPD ausgetreten war, kam er nach der NS-Machtübernahme zweimal in „Schutzhaft“.  Am 29. August 1933 wurde er aus politischen Gründen in den einstweiligen Ruhestand versetzt.
Von 1940 an verdiente Keller seinen Lebensunterhalt mit der Tätigkeit als Buchhalter beim Kaiser-Wilhelm-Institut für Biophysik in Frankfurt.